# Cirilo Bautista

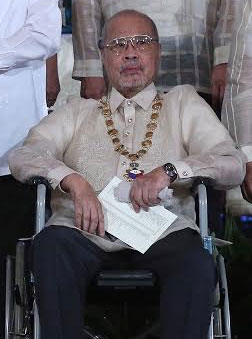
Cirilo Bautista in 2016

Cirilo F. Bautista (Manilla, 9 juli 1941 - Quezon City, 6 mei 2018) was een Filipijns dichter, romanschrijver en essayist. Bautista wordt gezien als de belangrijkste Filipijnse schrijver van zijn generatie en werd in 2014 uitgeroepen tot nationaal kunstenaar van de Filipijnen.

## Biografie
Cirilo Bautista werd geboren op 9 juli 1941 in de Filipijnse hoofdstad Manilla. Bautista voltooide in 1963 magna cum laude een bachelor-opleiding aan de University of Santo Tomas (UST). In 1967 slaagde hij ook magna cum laude voor een master-opleiding Engelse Literatuur aan Saint Louis University in Baguio. Daarna nam met een beurs deel aan de International Writing Workshop aan de Universiteit van Iowa.
Bautista was tijdens zijn studie op de UST redacteur van de studentenkrant The Varsitarian. Ook begon al tijdens zijn studie in 1961 met het schrijven van gedichten. Bautista schreef zowel in het Engels als in het Filipijns. Zijn gedichten werden onder andere gepubliceerd in Philippines Free Press, Sunday Times Magazine, This Week, Saturday Mirror Magazine, Weekly Nation, Evening News, Saturday Magazine en Solidarity.
Bautista publiceerde diverse dichtbundels zoals The Cave and Other Poems (1968), Charts (1973) en Sugat ng Salita (1985). Zijn trilogie The Trilogy of Saint Lazarus (2001) wordt genoemd als een van zijn belangrijkste werken. The Trilogy of Saint Lazarus is een bundeling van de episch gedichten The Archipelago (1970), Telex Moon (1975) en Sunlight on Broken Stones (1990) beoort tot zijn belangrijkste werken. Naast gedichten schreef hij ook korte verhalen en essays. Zijn korte verhalen werden gepubliceerd in Stories (1990). Zijn essays zijn gebundeld in Breaking Signs: Lectures on Literature and Semiotics (1990). Words and battlefields: A theoria on the poem, met daarin 36 verhandelingen over dichtkunst en de betekenis ervan behoort ook tot het belangrijkste werken van Bautista, net als zijn debuutroman in het Filipino Galaw ng Asoge (2004). 
Bautista won vele malen een Palanca Award, de meest prestigieuze Filipijnse literatuurprijs. Hij won eerste prijzen bij de Palanca Awards in de categorie dichtkunst (1971, 1973, 1975 en 1979), in de categorie korte verhalen (1971 en 1982) en romans (1980, 1983 en 1984) en in de categorie essay (1981). In 1995 werd hij opgenomen in de Hall of Fame van Palanca Awards. Met The Trilogy of Saint Lazarus won Bautista de National Book Award van de Manila Critics en hij werd hij onderscheiden met een eerste prijs door de National Centennial Commission. In 2014 werd Bautista benoemd tot nationaal kunstenaar van de Filipijnen.  
Bautista overleed in 2018 op 76-jarige leeftijd in het Philippine Heart Center. Hij was getrouwd met Rose Marie Jimenez. Samen kregen ze drie kinderen.